# Didžiosios Kabiškės
Didžiosios Kabiškės är en ort i Litauen. Den ligger i den sydöstra delen av landet, 23 km nordost om huvudstaden Vilnius. Didžiosios Kabiškės ligger 143 meter över havet och antalet invånare är 757.
Terrängen runt Didžiosios Kabiškės är platt, och sluttar söderut. Runt Didžiosios Kabiškės är det ganska glesbefolkat, med 43 invånare per kvadratkilometer. Närmaste större samhälle är Fabijoniškės, 19,9 km sydväst om Didžiosios Kabiškės. Omgivningarna runt Didžiosios Kabiškės är en mosaik av jordbruksmark och naturlig växtlighet.